# XXVI век до н. э.
XXVI (два́дцать шесто́й) век до на́шей э́ры по пролептическому юлианскому календарю — век с 1 января 2600 года до н. э. по 31 декабря 2501 года до н. э. Это 5-й век 3-го тысячелетия до н. э. Ему предшествовал XXVII век до н. э., за ним следовал XXV век до н. э. Закончился 4525 лет назад.

## Правители
- Ок. 2592—2120+25 — Древнее царство в Египте (III—VIII династии).
- Ок. 2592—2544+25 — III династия. Фараоны Санахт, Джосер (2592—2566+25), Сехемхет (2565—2559+25), Хаба (2559—?+25), Хуни (?—2544+25). Начало строительства пирамид.
- Ок. 2543—2436+25 — IV династия. Фараоны Снофру, Хеопс, Джедефра, Хефрен, Бихерис, Микерин, Шепсескаф.
- II раннединастический период (2615—2500) в Шумере.
- Цари Киша неизвестны.
- 1-я династия Урука: Урлугаль, Утулькалама, Лабашум, Эннундараана.
- Архаическая династия Лагаша: Энхенгала.
- Царь Авана (Элам): Месалим.
- 1-я династия Ура: Мескаламдуг, Акаламдуг, Месанепада, Аанепада.

## События

### Египет
- Ок. 2540-х — Конец III династии. Пирамида в Медуме покрыта гладкой облицовкой.
- Ок. 2543—2436+25 — IV династия.
- Ок. 2543—2510+25 — Первый фараон IV династии Снофру[1]. Победы над эфиопами и ливийцами, походы на Синайский полуостров. Пирамиды в Дахшуре (99 и 100 метров).
- Ок. 2509+25 — К власти пришёл фараон Хеопс.
- Ок. 2509—2483+25 — Фараон Хеопс (Хуфу), сын Снофру. Пирамида около Гизы. Высота 146,5 метров. 2,3 миллиона гранёных глыб.

### Ближний Восток
- Ок. 2600 — Возникновение государства в Эламе.
- Ок. 2525—2500 — Правитель Шумерской империи Лугаль-анне-мунду из Адаба. Империя простирается от Загра до гор Тавра и от Персидского залива до Средиземного моря. (сомнительные данные)
- 26 век — Ур является столицей Шумера.
- Середина 3 тысячелетия — Появление семитов в Двуречье.

### Другие регионы
- Ок. 2600 — Приручение слонов в Индии.
- Середина 3 тысячелетия (ок. 2700) — Начало ирригационного земледелия в долине Инда. Возникновение культуры Хараппы. Крупнейшие города — Хараппа и Мохенджо-Даро.
- Середина 3 тыс. — Расселение из Южной Испании на северо-восток племён культуры «колоколовидных кубков».

## Мифические события
- 2597 — начало правления Шао-хао[англ.], первого из пяти легендарных императоров Древнего Китая[2] по версии философа Ван Су[3].
- 2514 — начало правления Чжуань-сюя, легендарного императора Древнего Китая[4].